# Bayern-Rundfahrt 2009

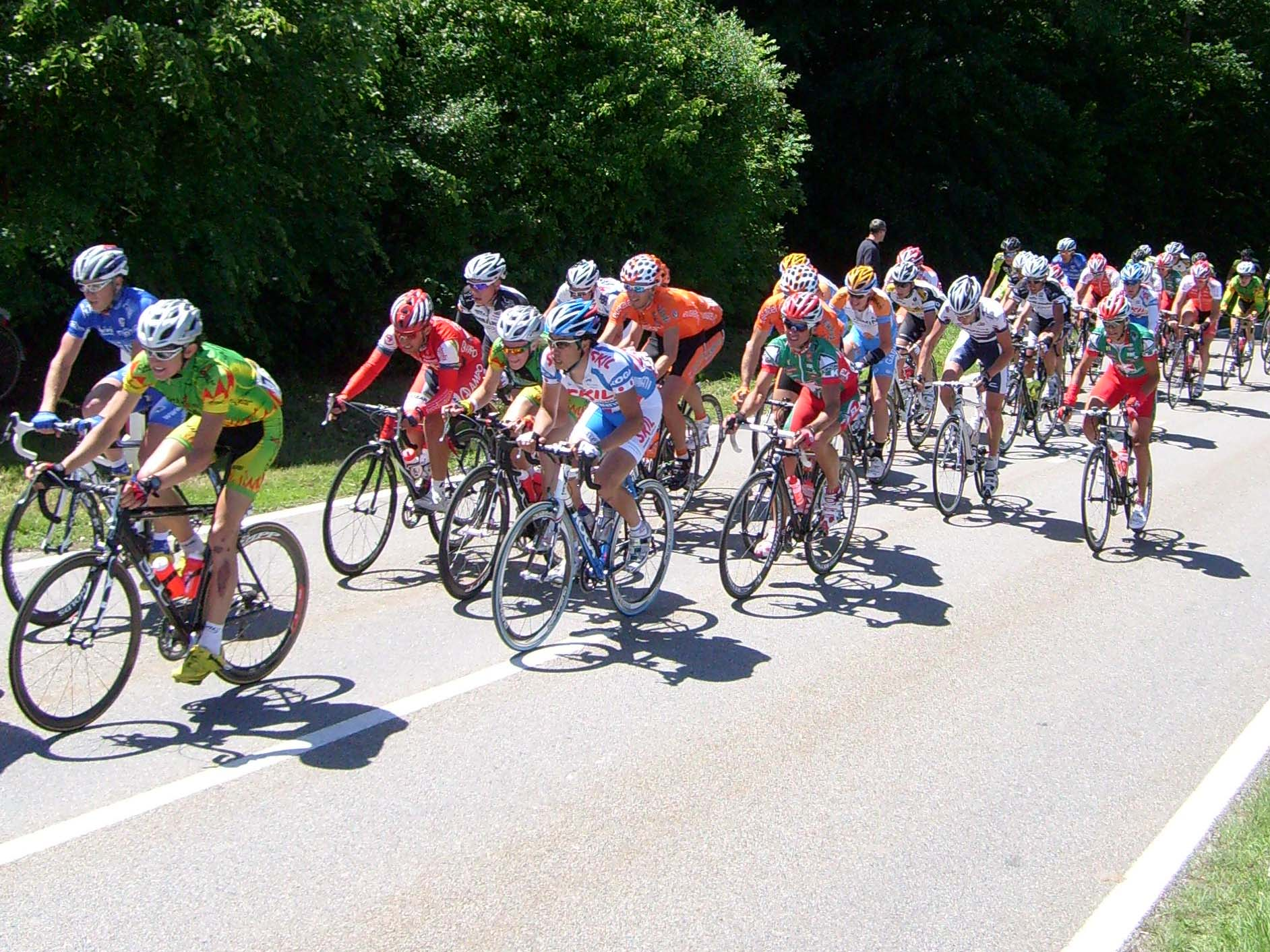
Bergwertung der 3. Etappe

Die 30. Bayern-Rundfahrt ist ein Rad-Etappenrennen, das vom 27. Mai bis zum 31. Mai 2009 stattfand. Die Rundfahrt führte über fünf Etappen von Kelheim über Mühldorf am Inn, Ruhpolding, Bad Aibling, Schrobenhausen und Friedberg, wo am 30. Mai das Einzelzeitfahren ausgetragen wurde. Das Finale fand am 31. Mai in Gunzenhausen statt. Das Teilnehmerfeld umfasste 16 Teams mit je sieben Fahrern, die Gesamtlänge der Rundfahrt betrug 740 Kilometer.
Durch Absage der Deutschland Tour wurde die Rundfahrt zum wichtigsten deutschen Etappenrennen des Jahres. Das Rennen gehörte zur UCI Europe Tour 2009 und war dort in die höchste Kategorie 2.HC eingestuft.

## Etappen
| Etappe    | Tag     | Start – Ziel                 | km    | Typ              | Etappensieger   | Gesamtwertung   |
| --------- | ------- | ---------------------------- | ----- | ---------------- | --------------- | --------------- |
| 1. Etappe | 27. Mai | Kelheim – Mühldorf am Inn    | 196,3 | Flachetappe      | André Greipel   | André Greipel   |
| 2. Etappe | 28. Mai | Mühldorf am Inn – Ruhpolding | 173,6 | Bergetappe       | Markus Eibegger | Markus Eibegger |
| 3. Etappe | 29. Mai | Bad Aibling – Schrobenhausen | 178,2 | Flachetappe      | André Greipel   | Markus Eibegger |
| 4. Etappe | 30. Mai | Einzelzeitfahren Friedberg   | 026,0 | Einzelzeitfahren | Tony Martin     | Linus Gerdemann |
| 5. Etappe | 31. Mai | Friedberg – Gunzenhausen     | 166,4 | Flachetappe      | André Greipel   | Linus Gerdemann |